# Volta a Andalusia 1960
La Volta a Andalusia 1960 va ser la 7a edició de la Volta a Andalusia. La cursa es disputà entre el 31 de gener i el 7 de febrer de 1960, amb un recorregut de 1.219,0 km repartits entre vuit etapes.
El vencedor final fou el mallorquí Gabriel Mas, que després de dues segones posicions en edicions anteriors, s'acaba imposant a José Gómez del Moral per poc més de minut i mig. Completà el podi Santiago Montilla. Antonio Gómez del Moral s'imposà en la classificació de la muntanya, Antonio Bertrán Panadés en la de les metes volants i el Licor 43 fou el millor equip.

## Etapes
| Etapa | Data        | Recorregut                      | Km    | Vencedor d'etapa    | Líder de la general |
| ----- | ----------- | ------------------------------- | ----- | ------------------- | ------------------- |
| 1ª    | 31 de gener | Màlaga - Màlaga                 | 64,0  | Antonio Bertrán     | Antonio Bertrán     |
| 2ª    | 1 de febrer | Màlaga - Cabra                  | 130,0 | Ángel Guardiola     | Ángel Guardiola     |
| 3ª    | 2 de febrer | Cabra - Còrdova                 | 135,0 | Fausto Iza          | Fausto Iza          |
| 4ª    | 3 de febrer | Còrdova - Sevilla               | 138,0 | Eugenio Rojas       | Fausto Iza          |
| 5ª    | 4 de febrer | Sevilla - Huelva                | 224,0 | Fernando Manzaneque | Gabriel Mas         |
| 6ª    | 5 de febrer | Huelva - Jerez de la Frontera   | 191,0 | Gabriel Company     | Gabriel Mas         |
| 7ª    | 6 de febrer | Jerez de la Frontera - La Línea | 193,0 | Fernando Manzaneque | Gabriel Mas         |
| 8ª    | 7 de febrer | La Línea - Màlaga               | 132,0 | Elías del Barrio    | Gabriel Mas         |

## Classificació final
|    | Ciclista               | Equip        | Temps       |
| -- | ---------------------- | ------------ | ----------- |
| 1  | Gabriel Mas            | Faema        | 34h 11' 46" |
| 2  | José Gómez del Moral   | Licor 43     | + 1' 38"    |
| 3  | Santiago Montilla      | Licor 43     | + 1' 43"    |
| 4  | Ángel Guardiola        | Licor 43     | + 2' 14"    |
| 5  | Antonio Jiménez Pareja | Kas          | + 2' 58"    |
| 6  | Francisco Moreno       | Faema        | + 3' 34"    |
| 7  | Fernando Manzaneque    | Faema        | + 4' 10"    |
| 8  | Fausto Iza             | Majestad     | + 4' 22"    |
| 9  | Antonio Barbosa        | Rapha-Gitane | + 6' 06"    |
| 10 | Gabriel Company        | Faema        | + 6' 06"    |